# Hypnaceae
Die Hypnaceae sind die namensgebende Familie der Moos-Ordnung Hypnales.

## Merkmale
Es sind zarte bis kräftige Moose. Die Stämmchen wachsen kriechend oder aufrecht und besitzen zahlreiche Rhizoiden. Die Stämmchen sind fast stets regelmäßig oder unregelmäßig verzweigt. Die Zellen ihrer Blättchen sind meist extrem langgestreckt (10 bis 20 mal so lang wie breit). Eine Mittelrippe fehlt den Blättern stets. Höchstens am Blattgrund gibt es eine kurze Doppelrippe. Die Blattflügelzellen, d. h. die Zellen der Flanken des Blattgrundes sind oft differenziert und rundlich oder quadratisch und mit verdickten Zellwänden. Bei vielen Arten sind die Blättchen sichelförmig zu einer Seite gebogen.
Die Kapsel ist geneigt bis waagrecht, nur selten steht sie aufrecht. Der Kapseldeckel ist kegelförmig und stumpf bis kurz geschnäbelt. Die Kalyptra hat die Form einer Kappe.

## Systematik
Die Hypnaceae umfassen 52 Gattungen mit rund 595 Arten. Eine Umschreibung der Familie ist schwierig. Gemäß molekulargenetischer Ergebnisse ist sie auch im jetzigen Umfang noch polyphyletisch, obwohl etliche Gattungen bereits in andere Familien überführt wurden. Die Gattungen, die von Stech und Frey 2009 in die Familie gestellt wurden, sind (Arten sind nur exemplarisch gelistet):
- Acritodon
- Andoa
- Breidleria
- Bryocrumia
- Callicladium
- Campylophyllum
  - Campylophyllum halleri
- Caribaeohypnum
- Chryso-hypnum
- Crepidophyllum
- Ctenidiadelphus
- Cyathothecium
- Dacryophyllum
- Ectropotheciella
- Ectropotheciopsis
- Ectropothecium
- Elharveya
- Elmeriobryum
- Entodontella
- Foreauella
- Gammiella
- Gollania
- Hondaella
- Horridophyllum
- Hyocomium
  - Hyocomium armoricum
- Hypnum
- Irelandia
- Leiodontium
- Leptoischyrodon
- Macrothamniella
- Mahua
- Microctenidium
- Mittenothamnium
- Nanothecium
- Ochyraea
- Phyllodon
- Plagiotheciopsis
- Platygyriella
- Podperaea
- Pseudohypnella
- Pseudotaxiphyllum
- Ptilium
- Rhacopilopsis
- Rhizohypnella
- Sclerohypnum
- Stenotheciopsis
- Stereodontopsis
- Syringothecium
- Taxiphyllopsis
- Taxiphyllum
  - Javamoos (Taxiphyllum barbieri)
- Tomentypnum
- Vesicularia